# Rumpelstiltskin
Rumpelstiltskin (a veces deletreado como Rumplestiltskin) es el personaje antagonista principal de un cuento de hadas de origen alemán (llamado Rumpelstilzchen en el original).
El cuento, que en español se llama El enano saltarín, fue incorporado por los Hermanos Grimm en Cuentos de la infancia y del hogar (Kinder- und Hausmärchen) en la edición de 1812.
En la colección de cuentos de los Hermanos Grimm, Rumpelstiltskin (Rumpelstilzchen) es el n.º 55.
La historia de Rumpelstiltskin es un ejemplo de cuento folclórico del tipo 500 de Aarne-Thompson: El nombre del ayudante, tema recurrente de los cuentos de hadas que incluye tareas imposibles, la condición pesarosa, el intercambio del hijo y, sobre todo, el nombre secreto.

## Trama
Tratando de parecer más importante delante del joven rey, un pobre molinero le miente afirmando metafóricamente que su hija sabe hilar tan bien que puede convertir la paja en oro. Asombrado por tal proeza, el rey le dice que lleve a la chica al día siguiente al palacio, donde la introduce en una habitación llena de paja y le ordena convertirla en oro usando una rueca y un carrete. El rey le advierte que, de no lograrlo, morirá junto con su padre por mentirle.
Mientras pasa el tiempo sin saber qué hacer, sola y desesperada, la muchacha comienza a llorar, cuando de repente se aparece un duendecillo, quien le pregunta el motivo de su llanto. Enterándose de lo que sucede, el duende se ofrece a realizar el trabajo, a cambio de un premio. La hija del molinero le promete entonces su collar. De esa manera, el misterioso hombrecillo comienza a hilar la paja, que se convierte en oro, hasta transmutarla toda.
Al siguiente día, el rey se presenta nuevamente y, sorprendido ante aquel prodigio, su corazón se llena de codicia, por lo que lleva a la hija del molinero a una habitación aún más grande y con más paja, ordenándole que la hilara en una noche bajo pena de muerte. Una vez más, el hombrecillo aparece y a cambio de la sortija de la joven, convierte la paja en oro.
Finalmente, al tercer día, el rey lleva a la muchacha a una tercera habitación aún mayor que las anteriores, y le promete desposarse con ella a cambio de convertir la paja en oro. Por tercera vez, el duendecillo hace el cambio una vez que la hija del molinero le hace una promesa: entregarle a su primer hijo una vez sea reina.
Cumplido el cometido, el rey se casa con la joven, que se convierte en reina, y un año después, es madre, sin acordarse de su promesa. Entonces, el hombrecillo reaparece: viene a llevarse al niño. Llorando, la reina intenta convencerlo de lo contrario, y entonces el duende le da tres días para adivinar su nombre, a cambio de no llevárselo, seguro de que no lo logrará.
La reina junto con el rey (quien supo del trato del duende y la joven) envían mensajeros a todo el reino para averiguar el nombre, pero todo es en vano, hasta que al filo del tercer día, uno de ellos le informa haber observado una noche a un hombrecillo junto a otros más que bailaba alrededor de una hoguera, cantando una extraña canción, en la cual revela su verdadero nombre: Rumpelstiltskin. 
Es así como, al escuchar de labios de la reina que ella conocía su verdadero nombre, Rumpelstiltskin se enfurece y patea el suelo tan fuerte, que se hunde hasta la mitad del cuerpo.

## Origen del nombre
El nombre Rumpelstizchen se emplea por primera vez, según el folclorista Hans-Jörg Uther (n. 1944), en la recopilación de juegos infantiles que aparece en el libro de Johann Fischart Affentheurlich Naupengeheurliche Geschichtklitterung (1575), una traducción libre de la serie de François Rabelais Gargantúa y Pantagruel. Allí se hace referencia a un ser llamado "Rumpele stilt o el Poppart". Rumpelstilz era una denominación para un duende maligno que, al igual que un Poltergeist, hace ruidos (en alemán rumpeln) al sacudir o zarandear Stelzen (en alemán moderno, "zancos", en este caso referido a objetos tales como las patas de una mesa). El sufijo –chen, al igual que el sufijo –lein, se emplea en alemán para construir el diminutivo.

## En otras obras
- En la película Shrek Forever After, de los estudios Dreamworks, Rumpelstiltskin es el antagonista. Aquí aparece como un hombrecillo estafador que puede conceder felicidad a cualquier persona mediante la firma de un contrato, aunque después de firmar el contrato, tiende a tergiversar los deseos de sus clientes a su gusto a costa de traerles desgracias, como borrarles de la existencia. El personaje antes había aparecido en Shrek tercero en otro diseño pero siendo el mismo canónicamente, en la escena donde el príncipe Encantador entra a reclutar villanos de cuentos de hadas para tomar el reino de Muy muy lejano.

- En Ever After High la serie basada en los juguetes creados por Mattel, Rumpelstintski es un profesor a menudo perezoso, malo y muy codicioso.

- En el libro El psicoanalista, de John Katzenbach, el antagonista se hace llamar "Rumplestiltskin". Por su parte, Rumpelstitskin aparece en la película Happily N'Ever After de 2007, realizada por la productora Berlin Animation Film.

- Rumpelstiltskin aparece en la serie de televisión Once Upon a Time de la ABC (Érase una vez en España), interpretado por Robert Carlyle, donde es uno de los personajes principales y es presentado de forma recurrente como villano en algunas de las versiones de los cuentos populares. Su identidad en el mundo real, el Señor Gold, se debe al cuento del Enano Saltarín, en el cual el enano Rumpelstiltskin ayudaba a una molinera a convertir la paja en oro para el rey. Dicha molinera es Cora, que a pesar de que termina enamorándose de Rumpelstiltskin, se casa con el príncipe por su codicia, no sin antes haber roto con él el trato de darle a su primer hijo. Además, se muestra que es el maestro de personajes tales como la Reina Malvada o la misma Cora (que pasaría a convertirse en la Reina de Corazones).

- En la serie Courage the Cowardly Dog el personaje de Nalvieltelpiel es un guiño a Rumpelstiltskin en el capítulo que lleva su mismo nombre: Nalvieltelpiel, en el que atrapa a Muriel en una torre de Escocia y la obliga a tejer un grabado en tela centenario de su familia, hasta que Courage derrota a Nalvieltelpiel y Muriel le ayuda cambiándole el nombre por "Nadietanfiel".

- Se hace una referenca a Rumpelstiltskin en el juego "King's Quest", se trata de un puzle donde un "Gnomo" te pide adivinar su nombre para así poder ayudarte en la aventura, la respuesta a este puzle es escribir "Rumpelstiltskin" pero en el orden del Alfabeto al revés (A=Z, B=Y, C=X). La respuesta ya descifrada es: Ifnkovhgroghprm.

- También aparece en el segundo libro de la saga "La tierra de las historias" perteneciente a Cris Colfer, "La tierra de las historias: El regreso de la hechicera", como "ayudante" de la hechicera teniendo que cuidar de la Princesa Esperanza (hija de Cenicienta de apenas 1 año de edad) y la madre de los gemelos protagonistas, Alex y Conner Bailey. Dentro del mismo libro, también se lo presenta como hermano de los siete enanitos de Blancanieves convirtiéndose así en el octavo enanito.

- Rumpelstiltskin aparece en la trilogía de libros de fantasía-urbana "Los Absolutos" (novelas de las Hermanas Greemwood) como un personaje que ayuda a las organizaciones Grimm a reclutar niños junto con Peter Pan.

## Otros nombres de Rumpelstiltskin
- Alemán: Rumpelstilzchen.
- Francés: Grigrigredinmenufretin.
- Finés: Tittelintuure.
- Noruego: Rumleskaft.
- Inglés: Rumpelstiltskin, y Tom Tit Tot.
- Español: Rasputinski, Trasgolisto, Jasil el Trasgu, Barabay, Rompelimbrá, Barrabás, Ruidoquedito, Rompeltisquillo, Rumpelstinski, Piel arrugada y ajada, Rumpelestíjeles, Tiribilitín, Tremolín y El enano o duende saltarín.
- Italiano: Tremotino
- Hebreo: עוץ לי גוץ לי (Utz li gutz li).
- Neerlandés: Repelsteeltje.